# Boarmia phloeopa
Boarmia phloeopa är en fjärilsart som beskrevs av Turner 1947. Boarmia phloeopa ingår i släktet Boarmia och familjen mätare. Inga underarter finns listade i Catalogue of Life.